# NGC 2240
NGC 2240 је расејано звездано јато у сазвежђу Кочијаш које се налази на NGC листи објеката дубоког неба.
Деклинација објекта је + 35° 15' 2" а ректасцензија 6h 33m 10,5s. Привидна величина (магнитуда) објекта NGC 2240 износи 4,8.